# Lucy Walter
Lucy Walter (Castelo Roch, c. 1630 – Paris, 1658), também conhecida como Lucy Barlow, foi a primeira amante do rei Carlos II de Inglaterra e mãe de seu filho, Jaime Scott, 1.º Duque de Monmouth. Durante a Crise da Exclusão, uma facção protestante queria fazer de seu filho o herdeiro do trono, alimentada pelo rumor de que o rei poderia ter se casado com Lucy, uma alegação que ele negou.

## Biografia
Nascida na pequena nobreza galesa, Lucy era filha de William Walter e sua esposa Elizabeth Prothero. A mãe de Lucy era filha de John Prothero e, portanto, sobrinha de John Vaughan, 1.º Conde de Carbery. Ela não recebeu educação formal, mas aprendeu etiqueta.
Como seus pais tinham um relacionamento tenso, eles se separaram em 1640, quando Walter tinha 10 anos. Ela, sua mãe e seus irmãos foram morar com sua avó materna em Londres. Em 1647, quando Walter tinha 17 anos, após uma longa batalha legal entre seus pais, a Câmara dos Lordes ordenou que ela e seus irmãos vivessem com seu pai, pois sua mãe não tinha mais condições de mantê-los.
O político Algernon Sidney, filho de Robert Sidney, 2.º Conde de Leicester, declarou mais tarde que havia comprado os serviços sexuais de Walter por 40 ou 50 moedas de ouro, mas foi chamado para serviços militares e perdeu sua barganha. Walter então partiu para a República dos Países Baixos, sozinha ou com seu tio, para se juntar à corte exilada de Carlos, Príncipe de Gales em Haia, na esperança de encontrar um amante entre os muitos jovens aristocratas de lá. Ela se tornou brevemente amante de Robert Sidney, irmão de Algernon Sidney.

### Amante real

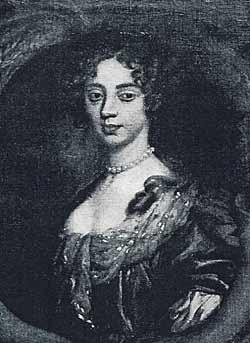
Lucy Walter

Em maio de 1648, Walter conseguiu conhecer e encantar o príncipe Carlos, que já estava morando na França, mas visitou Haia por um curto período. Ambos tinham apenas 18 anos, e geralmente se presume que ela foi sua primeira amante. Eles podem ter retomado seu relacionamento em setembro de 1648, quando ele estava novamente nos Países Baixos. Em 9 de abril de 1649, Walter deu à luz um filho, Jaime, que foi reconhecido pelo príncipe Carlos como seu filho ilegítimo. A criança foi enviada para uma ama de leite perto de Roterdão, enquanto Walter foi morar em Antuérpia.
Em agosto de 1649, Walter viajou para Saint-Germain-en-Laye, França, para ver Carlos, que havia se tornado rei em janeiro após a execução de seu pai, Carlos I. Durante julho e agosto de 1649, ela permaneceu com Carlos em Paris e Saint-Germain-en-Laye, e pode tê-lo acompanhado até Jersey em setembro.
Em junho de 1650, Carlos partiu para a Escócia. Houve uma tentativa de sequestrar o filho de Walter, que estava desaparecido há 10 dias, mas acabou sendo encontrado. Sua mãe o levou para Paris para sua segurança, onde teve um caso com Theobald Taaffe, 2.º Visconde Taaffe (mais tarde primeiro Conde de Carlingford). Em 6 de maio de 1651, ela deu à luz uma filha, Mary, cujo pai provavelmente era o Visconde Taaffe. Após a Batalha de Worcester no final de 1651, Carlos escapou da Inglaterra e retornou aos Países Baixos. Desta vez, ele deixou claro para Walter que seu relacionamento havia acabado, o que ela não aceitou. Nos quatro anos seguintes, ela se envolveu em um escândalo após o outro, causando muito constrangimento à corte real exilada. Durante esse tempo, ela considerou se casar com Sir Henry de Vic, 1.º Baronete, mas nenhum compromisso se concretizou. Ela então retornou a Haia e se tornou amante de Thomas Howard, irmão do terceiro Conde de Suffolk.
No início de 1656, quando ela estava em Colônia, alguns amigos do rei a persuadiram a retornar à Inglaterra, dando-lhe dinheiro e um colar de pérolas e prometendo-lhe uma mesada anual de £ 400. Ela foi morar em Londres com Lorde Thomas, seus filhos e uma empregada, Ann Hill. Eles moravam em uma barbearia perto de Somerset House. Ela era suspeita de ser uma espiã e, no final de junho de 1656, ela e Hill foram presos e encarcerados na Torre de Londres. Após interrogatório, eles foram libertados em julho e deportados de volta para os Países Baixos. A essa altura, Lorde Thomas a havia deixado e ela não tinha dinheiro para alimentar seus filhos, pois o rei Carlos II não conseguia pagar sua mesada. Ela o ameaçou de divulgar suas cartas ao público se ele não pagasse. O rei, querendo a custódia de seu filho de oito anos, tentou sequestrá-lo em dezembro de 1657 e conseguiu capturá-lo em março de 1658. Jaime foi então enviado a Paris e colocado aos cuidados de William, Lord Crofts, cujo sobrenome ele começou a usar.
Logo, Walter também se mudou para Paris. Ela estava morrendo de uma doença venérea. Ela fez uma Confissão Geral de sua vida a John Cosin, futuro Bispo de Durham, insistindo que ela havia se casado com o rei Carlos. Ela supostamente deu prova disso a Cosin, que ele guardou em uma caixa preta. Esta caixa foi então supostamente herdada por Sir Gilbert Gerard, genro de Cosin. Walter morreu entre 29 de agosto e dezembro de 1658 e provavelmente foi enterrado no cemitério huguenote no distrito de Faubourg Saint-German, em Paris. Após sua restauração ao trono, o rei Carlos II levou seu filho Jaime para a Inglaterra e o criou "Duque de Monmouth". Por causa de sua infância complicada, Jaime nunca aprendeu a ler e escrever corretamente.

### Crise da Exclusão

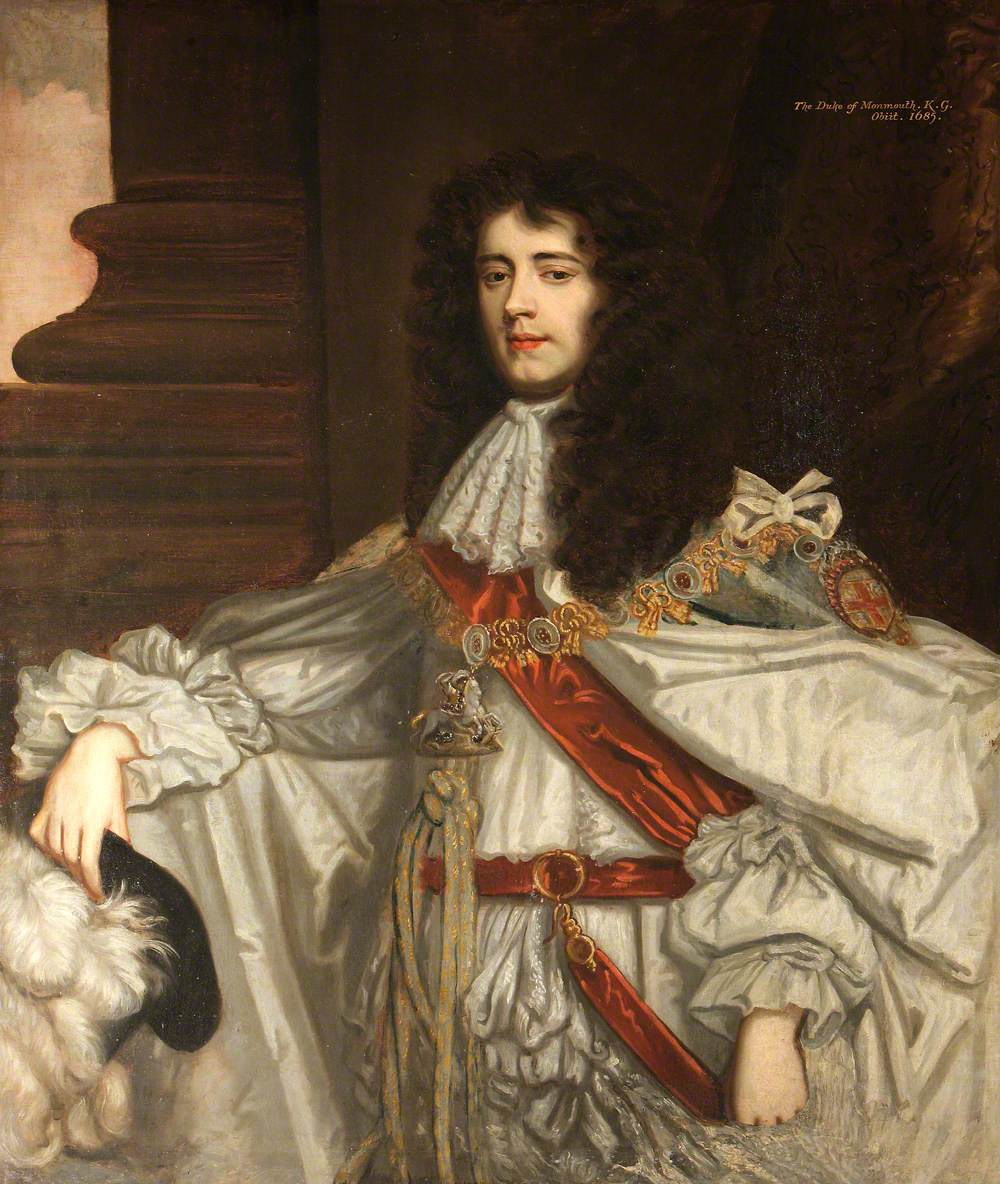
Retrato do duque Monmouth, filho de Lucy e Carlos II

O casamento do rei Carlos e Catarina de Bragança não produziu filhos legítimos, deixando seu irmão, Jaime, duque de Iorque como herdeiro do trono. O duque era católico e muitos políticos e súditos prefiriam um monarca protestante. Espalharam-se rumores de que o rei havia se casado com Lucy Walter, tornando o duque de Monmouth legítimo.
Sir Gilbert Gerard, que supostamente tinha a caixa contendo a prova do casamento, foi intimado perante o Conselho Privado em janeiro de 1678, e testemunhou que não sabia nada sobre a prova. O rei também negou o casamento. Após a morte do rei Carlos em 1685, o duque de Iorque tornou-se rei como Jaimee II e o duque de Monmouth iniciou uma rebelião contra ele, que foi reprimida na Batalha de Sedgemoor, resultando na execução de Monmouth.

## Representações na cultura
- Seu descendente, Lorde George Scott, publicou uma biografia chamada Lucy Walter Wife or Mistress. Londres: George G. Harrap & Co. Ltd, 1947.
- A romancista Elizabeth Goudge publicou um romance sobre Lucy, The Child from the Sea, em 1970.
- No documentário de televisão de 2003, The Boy Who Would Be King, Sandra Darnell interpreta Lucy Walter.